# Zorn (rivier)
De Zorn  is een rivier in de Elzas en Lotharingen in de Franse regio Grand Est. De rivier is een zijrivier van de Moder en maakt deel uit van het stroomgebied van de Rijn. De Zorn stroomt door de Boven-Rijnse Laagvlakte  en de Vogezen. In de Elzas wordt de laagvlakte ook wel Grand Ried / Groẞes Reid genoemd.
De Witte- en Gele Zorn zijn de bronnen van de rivier en liggen respectievelijk op 830 meter en 740 meter hoogte. Vanaf het gehucht Enteneck komen deze bron rivieren samen en worden de Zorn. De eerste dorp waar de Zorn doorheen stroomt (komend van de bronrivieren) is Lutzelbourg / Lutzelburg met haar kasteelruïne hoog op de hoger gelegen bergen.
Een belangrijke stad aan de Zorn is Saverne / Zabern.